# Candidula setubalensis
Candidula setubalensis é uma espécie de gastrópode  da família Hygromiidae.
MORFOLOGIA
Candidula setubalensis é um pequeno caracol de concha plana, branca acinzentada a amarela acastanhada, fortemente estriada, apresentando cerca de cinco espirais suaves, sendo a exterior em forma de quilha. Pode atingir 4 mm de largura por 10 mm de comprimento.
É endémica de Portugal.